# Diálogo do Salvador
O Diálogo do Salvador é um dos Evangelhos apócrifos encontrados na Biblioteca de Nag Hammadi, de textos predominantemente Gnósticos. O texto aparece em apenas um dos códices em copta (códice III) e está muito danificado. As partes sobreviventes indicam que o conteúdo geral é um diálogo com Jesus, de maneira similar e provavelmente baseado no Evangelho de Tomé.

## Conteúdo
O texto é algo peculiar, contendo algumas diversas interrupções aparentemente fora de lugar no diálogo, algumas apenas superficialmente editadas. Começando com uma série de questões sobre o conhecimento esotérico e sua busca, o texto abruptamente se volta para a descrição da criação do mundo, para retornar logo ao diálogo novamente. Após o relato da criação, o texto retorna à sessão de perguntas e respostas gnósticas sobre como alcançar a salvação através da Gnose e é novamente interrompido por uma "lista de história natural" dos Quatro Elementos, os poderes do céu e da terra e assim por diante.

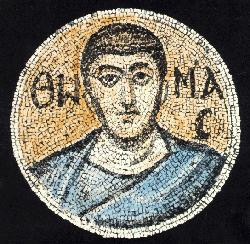
Tomé

Em seguida, há uma visão apocalíptica, na qual Tomé, Maria e Mateus são apresentados ao Inferno da segurança da borda do mundo e um anjo anuncia que o mundo material é uma criação maligna não intencional (veja Yaldabaoth). Finalmente, o texto retorna ao diálogo baseado nas perguntas e respostas.
A maneira artificial com que outros textos (a visão do Inferno, a lista de história natural e a teoria da criação) parecem ter sido inseridos num diálogo baseado em perguntas e respostas, e a mudança abrupta, do meio para o fim, sobre a forma de se referenciar a Jesus, de "Senhor" a "Salvador", levaram muitos a proporem que o texto é baseado em quatro ou cinco diferentes trabalhos. Porém, por causa do estado dos textos, se mostrou muito difícil identificar que textos podem ser esses (embora os diálogos compartilhem algumas afinidades com o Evangelho de Tomé).
Embora o texto pareça ser misógino em seu imperativo de destruir os trabalhos femininos (ou da feminibilidade), geralmente se considera que esta seja uma referência à destruição da sexualidade e, portanto, da reprodução, reprimindo assim o desejo carnal.